# Agustín Rodríguez (calciatore 2004)
Agustín Javier Rodríguez (Lomas de Zamora, 2 maggio 2004) è un calciatore argentino, centrocampista dell'Anorthōsis, in prestito dal Lanús.

## Carriera
Cresciuto nel settore giovanile del Lanús, debutta in prima squadra il 21 maggio 2021 in occasione dell'incontro di Coppa Sudamericana vinto 4-1 contro il La Equidad.

## Statistiche

### Presenze e reti nei club
Statistiche aggiornate al 4 maggio 2025.
| Stagione        | Squadra         | Campionato      | Campionato | Campionato | Coppe nazionali | Coppe nazionali | Coppe nazionali | Coppe continentali | Coppe continentali | Coppe continentali | Altre coppe | Altre coppe | Altre coppe | Totale | Totale | Totale |
| Stagione        | Squadra         | Comp            | Pres       | Reti       | Comp            | Pres            | Reti            | Comp               | Pres               | Reti               | Comp        | Pres        | Reti        | Pres   | Reti   |        |
| --------------- | --------------- | --------------- | ---------- | ---------- | --------------- | --------------- | --------------- | ------------------ | ------------------ | ------------------ | ----------- | ----------- | ----------- | ------ | ------ | ------ |
| 2021            | Lanús           | PD              | 6          | 0          | CA+CdL          | 0               | 0               | CS                 | 1                  | 0                  | -           | -           | -           | 7      | 0      |        |
| 2022            | Lanús           | PD              | 3          | 0          | CA+CdL          | 0               | 0               | CS                 | 0                  | 0                  | -           | -           | -           | 3      | 0      |        |
| 2023            | Lanús           | PD              | 0          | 0          | CA+CdL          | 0               | 0               | -                  | -                  | -                  | -           | -           | -           | 0      | 0      |        |
| 2024            | Lanús           | PD              | 7          | 1          | CA+CdL          | 0+6             | 0               | CS                 | 2                  | 0                  | -           | -           | -           | 15     | 1      |        |
| gen.-ago. 2025  | Lanús           | PD              | 2          | 0          | CA              | 0               | 0               | CS                 | 1                  | 0                  | -           | -           | -           | 3      | 0      |        |
| Totale carriera | Totale carriera | Totale carriera | 18         | 1          |                 | 6               | 0               |                    | 4                  | 0                  |             | -           | -           | 28     | 1      |        |